# Grand Prix moto de Grande-Bretagne 2016
Le  Grand Prix moto de Grande-Bretagne 2016 est la 12e manche du championnat du monde de vitesse moto 2016.
Cette 40e édition du Grand Prix moto de Grande-Bretagne s'est déroulée du 2 au 4 septembre sur le circuit de Silverstone.

## Classement des MotoGP
Un accident impliquant Loris Baz et Pol Espargaró a lieu dans le second virage et entraine le drapeau rouge. La course est interrompue, et les pilotes repartiront pour 19 tours au lieu des 20 prévus, mais sans les deux hommes.
Maverick Viñales obtient sa première victoire en MotoGP, offrant par la même occasion un podium à Suzuki qui n'en avait plus connu depuis la victoire de Chris Vermeulen en 2007 au Grand Prix de France.
| Pos                   | Num | Pilote           | Moto    | Tours | Temps/Écart          | Grille | Points |
| --------------------- | --- | ---------------- | ------- | ----- | -------------------- | ------ | ------ |
| 1                     | 25  | Maverick Viñales | Suzuki  | 19    | 39 min 03 s 559      | 3      | 25     |
| 2                     | 35  | Cal Crutchlow    | Honda   | 19    | +3 s 480             | 1      | 20     |
| 3                     | 46  | Valentino Rossi  | Yamaha  | 19    | +4 s 063             | 2      | 16     |
| 4                     | 93  | Marc Márquez     | Honda   | 19    | +5 s 992             | 5      | 13     |
| 5                     | 26  | Dani Pedrosa     | Honda   | 19    | +6 s 381             | 4      | 11     |
| 6                     | 4   | Andrea Dovizioso | Ducati  | 19    | +12 s 303            | 10     | 10     |
| 7                     | 41  | Aleix Espargaró  | Suzuki  | 19    | +16 s 672            | 11     | 9      |
| 8                     | 99  | Jorge Lorenzo    | Yamaha  | 19    | +19 s 432            | 9      | 8      |
| 9                     | 9   | Danilo Petrucci  | Ducati  | 19    | +25 s 618            | 14     | 7      |
| 10                    | 19  | Álvaro Bautista  | Aprilia | 19    | +32 s 084            | 19     | 6      |
| 11                    | 68  | Yonny Hernández  | Ducati  | 19    | +36 s 131            | 20     | 5      |
| 12                    | 50  | Eugene Laverty   | Ducati  | 19    | +39 s 130            | 6      | 4      |
| 13                    | 22  | Alex Lowes       | Yamaha  | 19    | +40 s 143            | 16     | 3      |
| 14                    | 8   | Héctor Barberá   | Ducati  | 19    | +41 s 356            | 18     | 2      |
| 15                    | 53  | Esteve Rabat     | Honda   | 19    | +41 s 943            | 21     | 1      |
| 16                    | 43  | Jack Miller      | Honda   | 19    | +47 s 610            | 12     |        |
| 17                    | 45  | Scott Redding    | Ducati  | 19    | +1 min 56 s 177      | 7      |        |
| Ab.                   | 29  | Andrea Iannone   | Ducati  | 13    | Accident             | 8      |        |
| Ab.                   | 6   | Stefan Bradl     | Aprilia | 2     | Accident             | 17     |        |
| NP                    | 76  | Loris Baz        | Ducati  | 0     | Pas au second départ | 13     |        |
| NP                    | 44  | Pol Espargaró    | Yamaha  | 0     | Pas au second départ | 15     |        |
| (en) RAPPORT OFFICIEL |     |                  |         |       |                      |        |        |

## Classement Moto2
| Pos                   | Num | Pilote              | Moto     | Tours | Temps/Écart     | Grille | Points |
| --------------------- | --- | ------------------- | -------- | ----- | --------------- | ------ | ------ |
| 1                     | 12  | Thomas Lüthi        | Kalex    | 18    | 38 min 49 s 473 | 10     | 25     |
| 2                     | 21  | Franco Morbidelli   | Kalex    | 18    | +0 s 856        | 6      | 20     |
| 3                     | 30  | Takaaki Nakagami    | Kalex    | 18    | +1 s 179        | 11     | 16     |
| 4                     | 55  | Hafizh Syahrin      | Kalex    | 18    | +1 s 359        | 5      | 13     |
| 5                     | 94  | Jonas Folger        | Kalex    | 18    | +1 s 970        | 3      | 11     |
| 6                     | 7   | Lorenzo Baldassarri | Kalex    | 18    | +5 s 292        | 8      | 10     |
| 7                     | 40  | Álex Rins           | Kalex    | 18    | +7 s 962        | 19     | 9      |
| 8                     | 24  | Simone Corsi        | Speed Up | 18    | +8 s 421        | 9      | 8      |
| 9                     | 54  | Mattia Pasini       | Kalex    | 18    | +8 s 556        | 27     | 7      |
| 10                    | 49  | Axel Pons           | Kalex    | 18    | +13 s 740       | 25     | 6      |
| 11                    | 23  | Marcel Schrötter    | Kalex    | 18    | +15 s 381       | 23     | 5      |
| 12                    | 11  | Sandro Cortese      | Kalex    | 18    | +16 s 089       | 14     | 4      |
| 13                    | 97  | Xavi Vierge         | Tech 3   | 18    | +16 s 564       | 17     | 3      |
| 14                    | 60  | Julián Simón        | Speed Up | 18    | +22 s 155       | 13     | 2      |
| 15                    | 52  | Danny Kent          | Kalex    | 18    | +22 s 190       | 12     | 1      |
| 16                    | 19  | Xavier Siméon       | Speed Up | 18    | +27 s 892       | 22     |        |
| 17                    | 2   | Jesko Raffin        | Kalex    | 18    | +29 s 045       | 18     |        |
| 18                    | 14  | Ratthapark Wilairot | Kalex    | 18    | +29 s 195       | 28     |        |
| 19                    | 27  | Iker Lecuona        | Kalex    | 18    | +31 s 565       | 26     |        |
| 20                    | 87  | Remy Gardner        | Kalex    | 18    | +31 s 722       | 21     |        |
| 21                    | 22  | Sam Lowes           | Kalex    | 18    | +32 s 701       | 1      |        |
| 22                    | 5   | Johann Zarco        | Kalex    | 18    | +35 s 232       | 2      |        |
| 23                    | 57  | Edgar Pons          | Kalex    | 18    | +38 s 296       | 20     |        |
| 24                    | 70  | Robin Mulhauser     | Kalex    | 18    | +38 s 716       | 24     |        |
| 25                    | 73  | Álex Márquez        | Kalex    | 18    | +44 s 146       | 4      |        |
| Ab.                   | 10  | Luca Marini         | Kalex    | 17    | Abandon         | 16     |        |
| Ab.                   | 44  | Miguel Oliveira     | Kalex    | 11    | Abandon         | 15     |        |
| Ab.                   | 32  | Isaac Viñales       | Tech 3   | 0     | Accident        | 7      |        |
| (en) RAPPORT OFFICIEL |     |                     |          |       |                 |        |        |

## Classement Moto3
| Pos                   | Num | Pilote                 | Moto     | Tours | Temps/Écart     | Grille | Points |
| --------------------- | --- | ---------------------- | -------- | ----- | --------------- | ------ | ------ |
| 1                     | 41  | Brad Binder            | KTM      | 17    | 38 min 39 s 142 | 4      | 25     |
| 2                     | 21  | Francesco Bagnaia      | Mahindra | 17    | +0 s 183        | 1      | 20     |
| 3                     | 64  | Bo Bendsneyder         | KTM      | 17    | +0 s 336        | 8      | 16     |
| 4                     | 62  | Stefano Manzi          | Mahindra | 17    | +0 s 787        | 34     | 13     |
| 5                     | 8   | Nicolò Bulega          | KTM      | 17    | +0 s 802        | 9      | 11     |
| 6                     | 4   | Fabio Di Giannantonio  | Honda    | 17    | +0 s 883        | 25     | 10     |
| 7                     | 33  | Enea Bastianini        | Honda    | 17    | +1 s 016        | 2      | 9      |
| 8                     | 44  | Arón Canet             | Honda    | 17    | +1 s 409        | 12     | 8      |
| 9                     | 36  | Joan Mir               | KTM      | 17    | +1 s 193        | 5      | 7      |
| 10                    | 88  | Jorge Martín           | Mahindra | 17    | +1 s 624        | 7      | 6      |
| 11                    | 19  | Gabriel Rodrigo        | KTM      | 17    | +2 s 400        | 14     | 5      |
| 12                    | 65  | Philipp Öttl           | KTM      | 17    | +8 s 585        | 23     | 4      |
| 13                    | 95  | Jules Danilo           | Honda    | 17    | +12 s 807       | 6      | 3      |
| 14                    | 55  | Andrea Locatelli       | KTM      | 17    | +12 s 839       | 11     | 2      |
| 15                    | 84  | Jakub Kornfeil         | Honda    | 17    | +12 s 885       | 15     | 1      |
| 16                    | 58  | Juan Francisco Guevara | KTM      | 17    | +13 s 174       | 28     |        |
| 17                    | 17  | John McPhee            | Peugeot  | 17    | +13 s 216       | 17     |        |
| 18                    | 48  | Lorenzo Dalla Porta    | KTM      | 17    | +13 s 326       | 10     |        |
| 19                    | 76  | Hiroki Ono             | Honda    | 17    | +16 s 963       | 19     |        |
| 20                    | 11  | Livio Loi              | Honda    | 17    | +32 s 397       | 22     |        |
| 21                    | 40  | Darryn Binder          | Mahindra | 17    | +39 s 125       | 27     |        |
| 22                    | 89  | Khairul Idham Pawi     | Honda    | 17    | +39 s 140       | 16     |        |
| 23                    | 7   | Adam Norrodin          | Honda    | 17    | +39 s 257       | 24     |        |
| 24                    | 53  | Marco Bezzecchi        | Mahindra | 17    | +39 s 414       | 35     |        |
| 25                    | 24  | Tatsuki Suzuki         | Mahindra | 17    | +39 s 516       | 29     |        |
| 26                    | 6   | María Herrera          | KTM      | 17    | +39 s 714       | 13     |        |
| 27                    | 3   | Fabio Spiranelli       | Mahindra | 17    | +51 s 679       | 33     |        |
| 28                    | 77  | Lorenzo Petrarca       | Mahindra | 17    | +1 min 09 s 870 | 30     |        |
| 29                    | 16  | Andrea Migno           | KTM      | 17    | +1 min 32 s 740 | 20     |        |
| DSQ                   | 23  | Niccolò Antonelli      | Honda    | 17    | (+0 s 920)      | 3      |        |
| Ab.                   | 9   | Jorge Navarro          | Honda    | 15    | Accident        | 18     |        |
| Ab.                   | 43  | Stefano Valtulini      | Mahindra | 15    | Accident        | 31     |        |
| Ab.                   | 42  | Marcos Ramírez         | Mahindra | 14    | Abandon         | 26     |        |
| Ab.                   | 20  | Fabio Quartararo       | KTM      | 5     | Abandon         | 21     |        |
| Ab.                   | 12  | Albert Arenas          | Peugeot  | 0     | Abandon         | 32     |        |
| (en) RAPPORT OFFICIEL |     |                        |          |       |                 |        |        |

## Source, notes et références
- (en) Cet article est partiellement ou en totalité issu de l’article de Wikipédia en anglais intitulé « 2016 British motorcycle Grand Prix » (voir la liste des auteurs).